# Hainbuche des Sajikami-Schreins

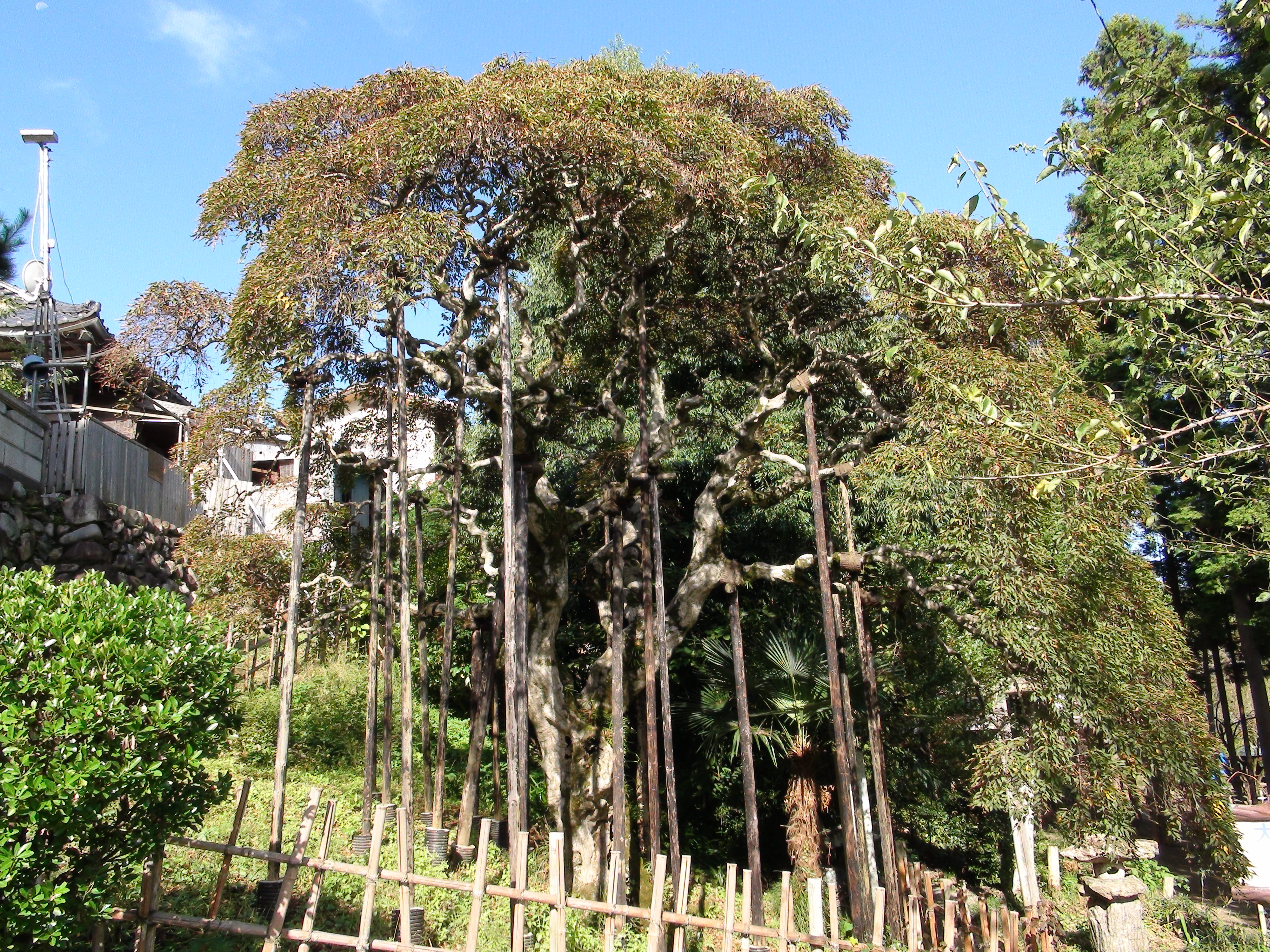

Die Hainbuche des Sajikami-Schreins (japanisch 幸神神社のシダレアカシデ Sajikami-jinja no shidareakashide) ist eine Hainbuche der Art Lockerblütige Hainbuche (Carpinus laxiflora) in Ōgunomura (大久野村) im westlichen Teil von Hinode im Landkreis Nishitama-gun der japanischen Präfektur Tokio.
Die Höhe des Baumes beträgt 5,8 m und der Umfang an der Basis 2,12 m. Das Exemplar der seltenen Hainbuchenart soll etwa 180 bis 200 Jahre alt sein. Grundlage für die Schätzung war u. a. ein Vergleich des Stammumfangs zwischen 1939 (135 cm) und 2010 (198 cm). Der Baum wurde am 21. Juli 1942 zum nationalen Naturdenkmal ernannt nach Auszeichnungskriterium 2.1 („Alte Bäume von historischem Interesse, riesige Bäume, alte Bäume, deformierte Bäume, kultiviertes Industrieholz, Bäume an Straßen, Schrein-Wälder“).